# Wojenno-Wosduschnije Sily
La Wojenno-Wosduschnije Sily, tradotto dalla lingua russa (in inglese Turkmenistan Air Force and Air Defense Force), è l'aeronautica militare del Turkmenistan e parte integrante delle forze armate turkmene.

## Aeromobili in uso
Sezione aggiornata annualmente in base al World Air Force di Flightglobal del corrente anno. Tale dossier non contempla UAV, aerei da trasporto VIP ed eventuali incidenti accorsi durante l'anno della sua pubblicazione. Modifiche giornaliere o mensili che potrebbero portare a discordanze nel tipo di modelli in servizio e nel loro numero rispetto a WAF, vengono apportate in base a siti specializzati, periodici mensili e bimestrali. Tali modifiche vengono apportate onde rendere quanto più aggiornata la tabella.
| Aeromobile                           | Origine | Tipo                                           | Versione (denominazione locale) | In servizio (2024) | Note | Immagine |
| Aerei da combattimento               |         |                                                |                                 |                    | |          |
| Mikoyan-Gurevich MiG-29 Fulcrum      | Russia  | caccia da superiorità aerea                    | MiG-29                          | 24                 | |          |
| Sukhoi Su-25 Frogfoot                | Russia  | aereo da attacco al suolo                      | Su-25MKSu-25UMK                 | 187                | |          |
| Leonardo M-346FA Master              | Italia  | aereo d'attacco leggero                        | M-346FA                         | 4                  | 4 M-346FA ordinati, i primi due consegnati il 19 luglio 2021, mentre gli ultimi due il 18 agosto 2021 dello stesso anno. |          |
| Aeromobili a pilotaggio remoto - UAV |         |                                                |                                 |                    | |          |
| Bayraktar TB2                        | Turchia | UAV                                            | TB2                             | 2                  | 2 TB2 consegnati ed in servizio al settembre 2021.                                                                       |          |
| Aerei da trasporto                   |         |                                                |                                 |                    | |          |
| Leonardo Velivoli C-27J Spartan      | Italia  | aereo da trasporto tattico                     | C-27J NG                        | 2                  | 2 C-27J ordinati, il primo consegnato il 6 giugno 2021, il secondo il 30 luglio dello stesso anno.                       |          |
| Antonov An-26 Curl                   | Ucraina | aereo da trasporto tattico                     | An-26                           | 1                  | |          |
| Antonov An-74 Coaler                 | Ucraina | aereo da trasporto                             | An-74TK-200                     | 2                  | |          |
| Aerei da addestramento               |         |                                                |                                 |                    | |          |
| Embraer EMB 314 Super Tucano         | Brasile | aereo da addestramentoaereo da attacco leggero | EMB-314E                        | 5                  | 5 EMB-314E ordinati. |          |
| Leonardo M-346FT Master              | Italia  | aereo da addestramento                         | M-346FT                         | 2                  | 2 M-346FT ordinati e consegnati il 29 agosto 2021.                                                                       |          |
| Elicotteri                           |         |                                                |                                 |                    | |          |
| Mil Mi-8 Hip                         | Russia  | elicottero utility                             | Mi-8                            | 15                 | |          |
| Mil Mi-24 Hind                       | Russia  | elicottero d'attacco                           | Mi-24                           | 10                 | |          |
| AgustaWestland AW139                 | Italia  | elicottero utility                             | AW139                           | 7                  | 7 AW139 consegnati. |          |
| AgustaWestland AW109                 | Italia  | elicottero utility                             | AW109                           | 1                  | |          |

## Aeromobili ritirati
- Aero L-39 Albatros
- Antonov Аn-24 Coke
- Antonov An-12 Cub
- Mikoyan-Gurevich MiG-25 Foxbat
- Mikoyan-Gurevich MiG-23M Flogger
- Mikoyan-Gurevich MiG-21 Fishbed
- Sukhoi Su-7 Fitter
- Yakovlev Yak-28 Firebar